# Friedrich Christoph von Boeselager
Friedrich Christoph Ferdinand Joseph von Boeselager (* 23. Januar 1716; † 25. Januar 1791) war Domherr in Münster und Hildesheim.

## Leben

### Herkunft und Familie
Friedrich Christoph Ferdinand Joseph von Boeselager entstammte als Sohn des Franz Heinrich von Boeselager zu Eggermühlen und seiner Gemahlin Juliana Helena Christina von Ketteler zu Harkotten der westfälischen Adelsfamilie von Boeselager, welche ihren Ursprung im Erzstift Magdeburg hatte. Viele namhafte Persönlichkeiten sind aus diesem Familienstamm hervorgegangen.

### Wirken
Im Jahre 1740 erhielt Friedrich Christoph während der päpstlichen Vakanz eine Dompräbende in Münster. Papst Benedikt XIV. annullierte diese Verleihung und gab die Präbende an Hermann Kaspar von Hanxleben. Auf Bitten des Domkapitels Münster verlieh Benedikt XIV. im Jahre 1753 eine Dompräbende in Hildesheim. 1759 verzichtete der münsterische Domherr Franz Anton von Plettenberg. An seine Stelle trat Friedrich Christoph. Er war Besitzer der Obedienz Grevinghof und des Oblegiums Averholthausen und Inhaber des Archidiakonats Sarstedt.

### Auszeichnungen
- 1772 Oberjägermeister
- 1775 Geheimer Rat